# هنری فوندا
هنری جینز فوندا (انگلیسی: Henry Jaynes Fonda؛ ۱۶ مهٔ ۱۹۰۵ – ۱۲ اوت ۱۹۸۲) هنرپیشهٔ سینما، تلویزیون و تئاتر آمریکایی بود. او بیشتر به‌خاطر نقش‌هایش به‌عنوان افراد صریح و آرمان‌گرا مشهور بود.
مؤسسهٔ فیلم آمریکا در سال ۱۹۹۹ نام او را در ردهٔ ششم برترین هنرپیشه‌های مرد تمام دوران قرار داد.

## زندگی
هنری جینز فوندا در ۱۶ مهٔ ۱۹۰۵ در گرند آیلند، نبراسکا زاده شد.
او پدرسالار خانواده‌ای از هنرپیشگان معروف است: پسرش پیتر فوندا، دخترش جین فوندا و نوه‌هایش بریجیت فوندا و تروی گاریتی.
فوندا در طی حضور ۴۷ ساله‌اش در عرصهٔ سینما در کلاسیک‌هایی همچون خوشه‌های خشم، ۱۲ مرد خشمگین، کلمنتاین عزیزم و روزی روزگاری در غرب نقش‌آفرینی کرده‌است.
در سال ۱۹۶۸ سرجو لئونه با ایجاد انقلابی در سبک بازی فوندا کلیشه همیشگی او که بازی در نقش «آدم خوب‌ها» بود را شکست و نقش یک قاتل شیطان صفت را در فیلم روزی روزگاری در غرب به او داد که به عنوان یکی از به یاد ماندنی‌ترین شخصیت‌های منفی سینما شناخته می‌شود.
فوندا در سال ۱۹۸۲ و در سن ۷۶ سالگی به خاطر بازی در فیلم «روی گلدن پاند» جایزه اسکار بهترین بازیگر مرد را دریافت کرد که از این حیث به عنوان کهن‌سال‌ترین برنده جایزه اسکار شناخته می‌شود. قبل از آن و در سال ۱۹۸۰ نیز یک جایزه اسکار افتخاری دریافت کرده بود.

## درگذشت
وی در ۱۲ اوت ۱۹۸۲ در لس آنجلس، کالیفرنیا بر اثر ناراحتی قلبی در سن ۷۷ سالگی درگذشت.

## جوایز
- برنده جایزه تونی بهترین بازیگر مرد برای فیلم آقای رابرتس
- برنده جایزه بفتا بهترین بازیگر مرد برای فیلم ۱۲ مرد خشمگین
- برنده جایزه اسکار افتخاری در سال ۱۹۸۰
- برنده جایزه اسکار بهترین بازیگر مرد برای فیلم کنار برکه طلایی
- برنده جایزه گلدن گلوب بهترین بازیگر مرد فیلم درام برای فیلم کنار برکه طلایی

## فیلم‌شناسی

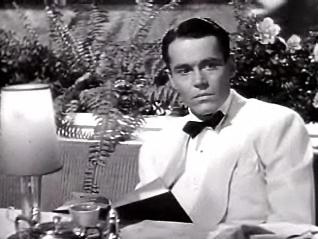
فوندا در فیلم بانو ایو

- کشاورز زن می‌گیرد (۱۹۳۵؛ اولین نقش‌آفرینی فوندا)
- تنها یکبار زندگی می‌کنید (۱۹۳۷)
- جزبل (۱۹۳۸)
- جسی جیمز (۱۹۳۹)
- آقای لینکلن جوان (نقش آبراهام لینکلن) (۱۹۳۹)
- طبل‌ها با چرخش پا (۱۹۳۹)
- خوشه‌های خشم (۱۹۴۰)
- لیلیان راسل (۱۹۴۰)
- بانو ایو (۱۹۴۱)
- حیوان نر (۱۹۴۲)
- داستان‌های منهتن (۱۹۴۲)
- خیابان بزرگ (۱۹۴۲)
- حادثه آکس‌بو (۱۹۴۳)
- کلمنتاین عزیزم (نقش وایات ارپ) (۱۹۴۶)
- فراری (۱۹۴۷)
- دیزی کنیون (۱۹۴۷)
- دژ آپاچی (۱۹۴۸)
- آقای رابرتس (۱۹۵۵)
- جنگ و صلح (۱۹۵۶)
- مرد عوضی (۱۹۵۶)
- ۱۲ مرد خشمگین (۱۹۵۷)
- ستاره حلبی (۱۹۵۷)
- عشق بازیگری (۱۹۵۸)
- وارلاک (۱۹۵۹)
- طولانی‌ترین روز (۱۹۶۲)
- چگونه غرب تسخیر شد (۱۹۶۲)
- کوهستان اسپنسر (۱۹۶۳)
- بهترین مرد (۱۹۶۴)
- وضعیت رفع خطر (نقش رئیس‌جمهور) (۱۹۶۴)
- سکس و دختر مجرد (۱۹۶۴)
- راندرز (۱۹۶۵)
- در راه خطر (نقش چستر نیمیتز)(۱۹۶۵)
- بازی کثیف (۱۹۶۵)
- نبرد تانک‌ها (۱۹۶۵)
- به عصر سختی‌ها خوش آمدید (۱۹۶۷)
- روزی روزگاری در غرب (۱۹۶۸)
- مال من مال تو مال ما  (۱۹۶۸)
- برای قهرمانان خیلی دیر است (۱۹۷۰)
- گاهی فکری بزرگ (۱۹۷۱)
- چهارشنبه خاکستر (۱۹۷۳)
- به من می‌گویند هیچ‌کس (۱۹۷۳)
- آخرین روزهای موسولینی (۱۹۷۴)
- میدوی (نقش چستر نیمیتز) (۱۹۷۶)
- قطار هوایی (۱۹۷۷)
- سد معبر بزرگ دودی (۱۹۷۷)
- یورش بزرگ (۱۹۷۸)
- کلاه شاپو (۱۹۷۸)
- حمله زنبورها (۱۹۷۸)
- شهاب‌وار (۱۹۷۹)
- کنار برکه طلایی (۱۹۸۱؛ برنده جایزه اسکار بهترین بازیگر نقش اول مرد؛ آخرین نقش‌آفرینی فوندا)

### تلویزیون
- ریشه‌ها: نسل‌های بعدی (۱۹۷۹)